# Wabasso Beach
Wabasso Beach ist  ein census-designated place (CDP) im Indian River County im US-Bundesstaat Florida. Das U.S. Census Bureau hat bei der Volkszählung 2020 eine Einwohnerzahl von 2.194 ermittelt.

## Geographie
Wabasso Beach grenzt im Norden direkt an Orchid und im Süden an Indian River Shores. Der CDP liegt rund 15 km nördlich von Vero Beach sowie etwa 140 km südöstlich von Orlando. Wabasso Beach liegt zwischen dem Atlantischen Ozean und dem Indian River, der einen Teil des Intracoastal Waterway bildet.
Der CDP wird von den Florida State Roads A1A und 510 durchquert.

## Demographische Daten
Laut der Volkszählung 2010 verteilten sich die damaligen 1853 Einwohner auf 1567 Haushalte. Die Bevölkerungsdichte lag bei 597,7 Einw./km². 98,8 % der Bevölkerung bezeichneten sich als Weiße, 0,2 % als Afroamerikaner und 0,6 % als Asian Americans. 0,1 % gaben die Angehörigkeit zu einer anderen Ethnie und 0,3 % zu mehreren Ethnien an. 1,7 % der Bevölkerung bestand aus Hispanics oder Latinos.
Im Jahr 2010 lebten in 5,9 % aller Haushalte Kinder unter 18 Jahren sowie 68,4 % aller Haushalte Personen mit mindestens 65 Jahren. 68,8 % der Haushalte waren Familienhaushalte (bestehend aus verheirateten Paaren mit oder ohne Nachkommen bzw. einem Elternteil mit Nachkomme). Die durchschnittliche Größe eines Haushalts lag bei 1,86 Personen und die durchschnittliche Familiengröße bei 2,18 Personen.
5,7 % der Bevölkerung waren jünger als 20 Jahre, 3,6 % waren 20 bis 39 Jahre alt, 19,8 % waren 40 bis 59 Jahre alt und 70,9 % waren mindestens 60 Jahre alt. Das mittlere Alter betrug 67 Jahre. 46,8 % der Bevölkerung waren männlich und 53,2 % weiblich.
Das durchschnittliche Jahreseinkommen lag bei 58.750 $, dabei lebten 12,4 % der Bevölkerung unter der Armutsgrenze.
Im Jahr 2000 war englisch die Muttersprache von 97,64 % der Bevölkerung und französisch sprachen 2,36 %.